# Estación Yuquerí
Yuquerí es una estación de ferrocarril en el departamento Concordia, en la provincia de Entre Ríos, República Argentina. 
Luego de que las juntas de gobierno de Entre Ríos comenzaron a ser elegidas a partir de 2003, la de Estación Yuquerí continuó siendo designada por decreto del gobernador debido a que su área jurisdiccional no coincide con un circuito electoral.
En Estación Yuquerí se encuentra ubicada la Estación Experimental Agropecuaria Concordia del Instituto Nacional de Tecnología Agropecuaria.
Se encuentra ubicada entre las estaciones Yeruá y Concordia Central.